# Ǵoko Petruszewski
Ǵoko Petruszewski (mac. Ѓоко Петрушевски, ur. 9 stycznia 1971 w Koczani) – macedoński piłkarz grający na pozycji napastnika.

## Życiorys
Był zawodnikiem Wardaru Skopje i Rabotniczkiego Skopje. W 1995 roku został zawodnikiem Makedoniji Dźorcze Petrow. W barwach tego klubu występował do 1997 roku, rozgrywając w tym okresie 48 spotkań w Prwej lidze i zdobywając 17 bramek. W rundzie jesiennej sezonu 1997/1998 był zawodnikiem beniaminka Wtorej ligi, FK Owcze Pole. Na początku 1998 roku przeszedł do Lecha Poznań. W barwach tego klubu rozegrał dwa mecze w I lidze: 22 marca z Zagłębiem Lubin (1:3) i 4 kwietnia z Wisłą Kraków (0:2). Po zakończeniu sezonu odszedł z klubu.

## Statystyki ligowe
| Sezon         | Klub                         | Liga      | Mecze | Gole |
| ------------- | ---------------------------- | --------- | ----- | ---- |
| 1995/1996     | FK Makedonija Dźorcze Petrow | Prwa liga | 25    | 8    |
| 1996/1997     | FK Makedonija Dźorcze Petrow | Prwa liga | 23    | 9    |
| 1997/1998 (w) | Lech Poznań                  | I liga    | 2     | 0    |